# パリンプセスト

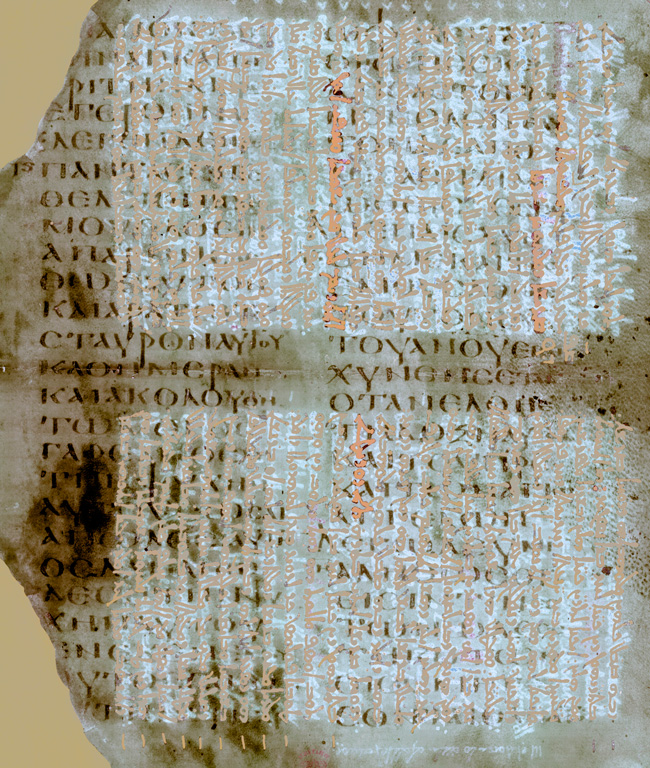
パリンプセストの例。下の文字は、ギリシャ語のルカによる福音書である。

パリンプセスト（英語: palimpsest）とは、書かれた文字等を消し、別の内容を上書きした羊皮紙の写本のことである。

## 概説
紙が普及する以前には羊皮紙を使うことが一般的であったが、高価であったため、不要となった写本を再利用することが行われた。消された元の文章等は肉眼では判別しがたいが、紫外線やX線等を利用する特殊なスキャナを使って復元することができ、そこに貴重な古文書が隠れている場合がある。
19世紀から20世紀初めにかけて、パリンプセストの消された文章を復元するために、研究者たちは、硫酸水素アンモニウム、塩酸、青酸カリ等の薬品を使った。このことは、多くのパリンプセストの状態を悪化させる原因となった。
パリンプセストは、一般的には、以下のような手順で作られた。まず、すでにある写本を分解し、書かれた文字等を消すことから始める。12世紀のテオフィルス (Theophilus) の『さまざまの技能について』(De Diversis Artibus) には、オレンジの絞り汁と海綿を使えば簡単に消すことができると述べられている。さらに軽石等でこすられた羊皮紙を、まんなかの折り目からふたつに裁断する。裁断されたそれぞれを90度回転し、まんなかに折り目を付け、再び冊子の形にする。このため、新たに作られた冊子はもとの冊子の半分の大きさとなる。この方法では、元の文章に直交するように新たな文章を書くため、元の文章の跡に煩わされなくなるという利点があった。
バチカンのローマ教皇庁図書館が所蔵するパリンプセストを解析するための設備を凸版印刷が納入している。

## 著名な例

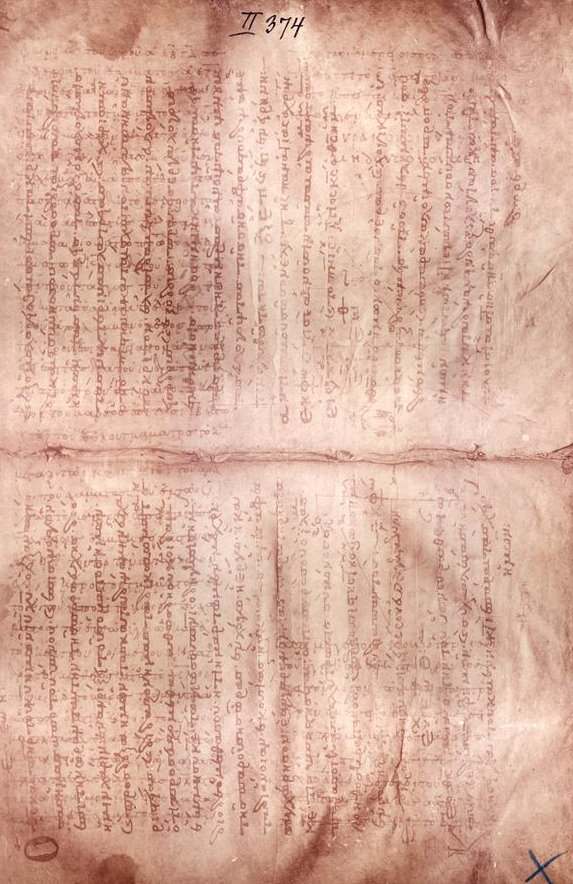
アルキメデス・パリンプセスト

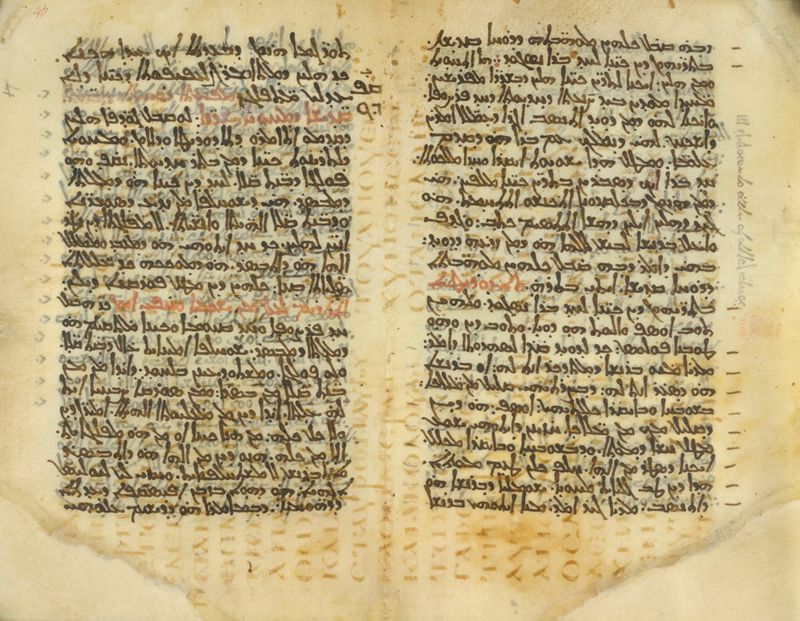
Codex Nitriensis, with Syriac text (upper text)

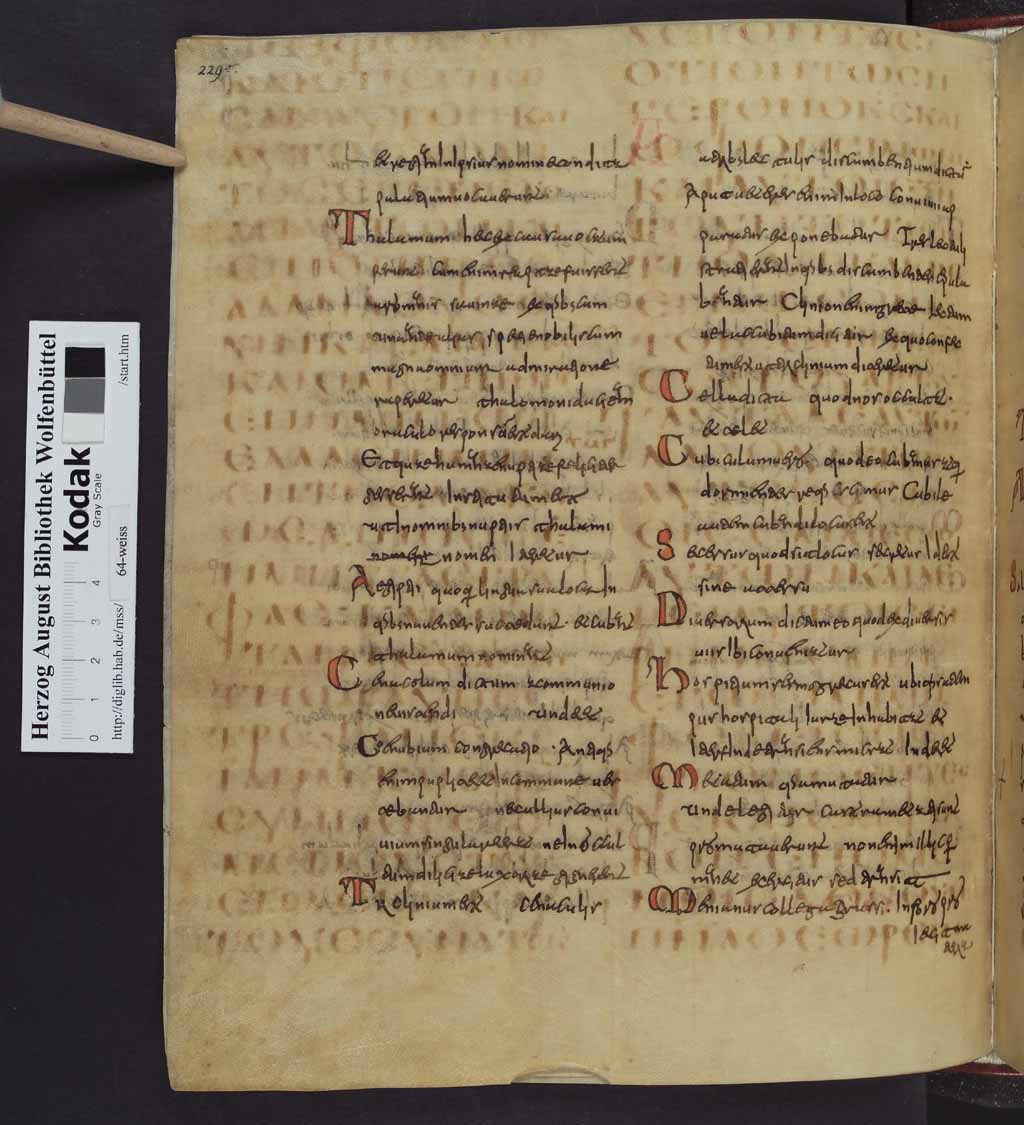
The Wolfenbüttel Codex Guelferbytanus A

- 法の世界で最も有名なパリンプセストは、1816年にNiebuhrとSavignyによりヴェローナ大聖堂の図書館で発見されたものである。聖ヒエロニムスとゲンナディオスの手紙の下にガイウスの『法学提要』（おそらくローマ法に最初に触れる学生の教科書であった）のほぼ完全なテキストがあった[4]。
- エフレミ・リスクリプトゥス写本 (Codex Ephraemi Rescriptus)（フランス国立図書館）、5世紀のものと伝えられるギリシア語の旧約聖書と新約聖書の一部は、12世紀にシリアのエフレムの作品で上書きされた。
- サナのパリンプセスト（英語版）は現存する最古のコーラン写本の1つである。炭素年代測定によるとイスラム教の預言者ムハンマドの死後15年以内に下にある文 (the scriptio inferior) が書かれたことが示されている。下の文は標準のコーランのテキストとは異なり、よってさまざまなコーランが存在することに関する最も重要な証拠である[5]。
- エジプトのニトリアン砂漠から入手したシリアの写本の一部（ロンドンの大英博物館）、9/10世紀の聖クリソストムの説教 (Homilies) のシリア語訳付きAdd. Ms. 17212という重要なギリシア語テキストが、6世紀のラテン語の文法論に重ねられている。
- ニトリエンシス写本 (Codex Nitriensis) は、9世紀始めのアンティオキアのセウェロスの著作を含む巻で、『イーリアス』とルカによる福音書（ともに6世紀のもの）と7,8世紀の『ユークリッド原論』から取られたパリンプセストに書かれている。（大英博物館）
- 二重パリンプセスト (double palimpsest)、9/10世紀にシリア語で書かれた聖ヨアンネス・クリュソストモスのテキストが、6世紀の筆記体で書かれたラテン語の文法論に重なっており、さらにこれも5世紀に書かれた歴史家Granius Licinianusのラテン語の年代記に重なっている。（大英博物館）
- 唯一知られているhyper-palimpsestであるノヴゴロド写本、ろう板の木製の背壁に何百ものテキストが残っている可能性がある。
- アンブロジアーナにある4,5世紀にラスティック・キャピタルで書かれたプラウトゥスの作品は、9世紀に聖書の一部に書き直された。（アンブロジアーナ図書館）
- アンシャル体で4世紀に書かれたキケロの『国家について』は、7世紀に聖アウグスティヌスの『詩篇注解』により上書きされたものが唯一現存する写本である（バチカン図書館）
- セネカのOn the Maintenance of Friendshipは、6世紀後半に旧約聖書により上書きされたものが唯一の現存する断片である。
- トリノのテオドシウス法典（5,6世紀）
- ヴェローナのFasti Consulares（486年）
- バチカンのArian fragment（5世紀）
- Cornelius Frontoの手紙、カルケドン公会議の決議に上書きされている。
- アルキメデス・パリンプセスト、偉大なシラクサの数学者の著作が10世紀に羊皮紙に写され、12世紀に礼拝のテキストにより上書きされた。
- 4世紀の最古のシリアの福音書の写本であるSinaitic Palimpsest
- 2世紀にマルクス・アウレリウス皇帝に対してHerodianにより作られたギリシア語の文法テキストの唯一の写本がウィーンの国立図書館 (Österreichische Nationalbibliothek) に保存されている。
- ザキントス写本 (Codex Zacynthius) – 聖ルカの福音書のギリシア語で書かれたパリンプセストの断片は、ザンテ島でColin Macaulay大将により入手され、トレゲリス (Samuel Prideaux Tregelles) により解読、複写、編集された。
- ダブリン大学トリニティ・カレッジにある聖マタイの福音書のCodex Dublinensis（Z写本）もトレゲリスにより解読された。
- The Codex Guelferbytanus 64 Weissenburgensis、イシドールスの原典のテキストと一部のパリンプセストであるGuelferbytanus A, Guelferbytanus B, Codex Carolinusとギリシア語とラテン語のいくつかのテキストからなる。

ギリシア語の新約聖書の約60のパリンプセスト文書が現存している。アンシャル体の写本は以下のものがある。
Porphyrianus, Vaticanus 2061（二重パリンプセスト）, Uncial 064, 065, 066, 067, 068（二重パリンプセスト）, 072, 078, 079, 086, 088, 093, 094, 096, 097, 098, 0103, 0104, 0116, 0120, 0130, 0132, 0133, 0135, 0208, 0209.
聖書日課は以下の通り
- Lectionary 226, ℓ 1637.cvd